# Aleksander Kazimierz Sapieha
Aleksander Kazimierz Sapieha herbu Lis (ur. 13 maja 1624 w Maciejowie, zm. 22 maja 1671 w Wilnie) – biskup wileński i żmudzki, duchowny referendarz wielki litewski w 1657 roku, sekretarz Jego Królewskiej Mości, kanonik wileński i warszawski, kanclerz Akademii i Uniwersytetu Wileńskiego Towarzystwa Jezusowego od 1667 roku.

## Życiorys
Był synem Fryderyka, bratem Jana Fryderyka, Tomasza Kazimierza i Krzysztofa Franciszka.
Uczył się w kolegium jezuitów w Lublinie, studiował na Akademii Wileńskiej, uczęszczał do Kolegium Nowodworskiego w Krakowie. W 1638 rozpoczął studia w Akademii Krakowskiej. Jako sekretarz królewski kontynuował studia w zakresie prawa kanonicznego w Padwie (1647), Bolonii (1648), Rzymie (1649) i Paryżu.
Po powrocie do kraju 14 maja 1650 został prepozytem kapituły wileńskiej. 17 lipca tegoż roku otrzymuje święcenia kapłańskie. W październiku 1650 wyznaczony do sądów biskupich. W 1655 został biskupem pomocniczym wileńskim i biskupem tytularnym Methone na Peloponezie. 4 kwietnia 1659 otrzymał biskupstwo żmudzkie.
Latem 1659 działając jako wysłannik królewski załagodził bunt żołnierzy w wojsku litewskim. Na sejmie 1662 roku wyznaczony z Senatu komisarzem do zapłaty wojsku Wielkiego Księstwa Litewskiego, wyznaczony do komisji wojskowo-skarbowej, w czasie obrad której próbował pogodzić zwaśnionych hetmanów Pawła Sapiehę i Wincentego Gosiewskiego. W 1666 otrzymał list przypowiedni na wakującą po bracie Krzysztofie chorągiew dragońską w wojsku litewskim. Przez kilkanaście lat brał czynny udział w obradach sejmiku wileńskiego.
Po abdykacji Jana II Kazimierza w 1668 roku, popierał do polskiej korony kandydaturę palatyna reńskiego Filipa Wilhelma. Był członkiem konfederacji generalnej zawiązanej 5 listopada 1668 roku na sejmie konwokacyjnym. Był elektorem Michała Korybuta Wiśniowieckiego w 1669 roku z województwa wileńskiego, podpisał jego pacta conventa.
W sierpniu 1668 został biskupem wileńskim. Na sejmie zwyczajnym 1670 roku wyznaczony z Senatu komisarzem do zapłaty wojsku Wielkiego Księstwa Litewskiego. 12 kwietnia 1671 przeniósł obraz Matki Bożej Ostrobramskiej do nowej kaplicy, w której znajduje się do dzisiaj.
Zmarł 22 maja 1671 w Wilnie, został pochowany w tamtejszej Katedrze.